# 姫
姫、媛（ひめ）は、皇室から公卿、将軍家、大名など高貴な身分にあった人の息女の敬称として広く用いられた。特に内親王、女王は姫宮と呼んだ。
本来「姫」という呼称には年齢制限はなく、江戸時代までは高齢の者も姫と呼んでいた。この一方で、史実を再現しなくてもよいとされる童話やファンタジー作品の影響から「幼い･若い女性」というイメージが定着したため、歴史上の人物においても年表や家系図で齟齬が生じることとなった。
古語においては、ヒメ（「比売」「毘売」とも表記）は女性であることを示す語で、男性のヒコ（彦、比古、毘古）に対するものである。なかでも由緒正しい伝統ある祭神は、神名にヒメのつくものが多い。
英語のプリンセス（princess）に対する訳語としても用いられる（王女も参照）。

## 字源
由来については、先秦時代の男子は氏を称し、女子は姓を称した。姫姓の諸国（周・晋・衛・魏 ・魯・呉など）の王女・公女は「○姫」と呼ばれた（この頃女性は姓を後に書く風習があった。「姫」とはもちろん「姫姓」を意味する）。それ以外にも
- 子姓の国（殷・宋）の公女は「○子」（例：南子）
- 嬴姓の国（秦・趙）の公女は「○嬴」（例：懐嬴）
- 嬀姓の国（陳・田斉）の公女は「○嬀」（例：息嬀）
- 姜姓の国（姜斉）の公女は「○姜」（例：荘姜）
- 姒姓の国（褒）の公女は「○姒」（例：褒姒）

など
国姓によって呼び方が異なるが、その中で一番有名なものに姫があり、南北朝時代まで皇城に仕えた女性（宮人）の汎称になった。北宋の徽宗の治世で、皇女は周王朝風の呼び方だという「帝姫」の称号を用いていた。しかし、皇族の氏である趙氏は嬴姓の末裔とされ、当時の大臣たちから「帝姫」の称号は後世の誤解であり「帝嬴」の称号こそ正しいと指摘されている。結果的にこの称号は不吉とされ人々の反感を買い徽宗は金に連行、間もなく南宋で公主に戻された。

## 姫氏国
日本はかつて「姫氏国」という倭漢通用の国称をもっていた。日本紀私記の丁本によれば、野馬台詩には日本のことを「東海姫氏國」と称し、また日本神話において皇室の始祖は天照大神とされ、女帝・神功皇后を輩出していることから姫氏の国と呼ぶという。
なお、漢の文化における「姫」は、黄帝と周王の姓、そしてその継承者の姓を意味し、こちらに関連する逸話もある。
王朝をたてた初代武王の三代前の時点では、周は殷の支配下にある一勢力であり、古公亶父がその首長であった。彼には年長順に太伯、虞仲、季歴という三人の息子がいたが、季歴の息子・昌（後の周文王）が生まれたときに様々な瑞祥があったため、古公は「私の子孫で栄えるものがいるとすれば昌であろうか」と述べた。太伯と虞仲は、古公が季歴から昌へ家督を継がせたいと思っている（が、彼ら兄二人がいなくならないかぎり季歴は後継者になれない）ことを察し、みずから出奔して荊蛮の地で独自に句呉国を興した。
この太伯・虞仲が日本人の祖先とする説が中国から日本にかけて存在し、そのため日本は周王家（姫姓）から分かれた国、すなわち姫氏の国と呼ばれたとされる。